# 필라 브라질레이로

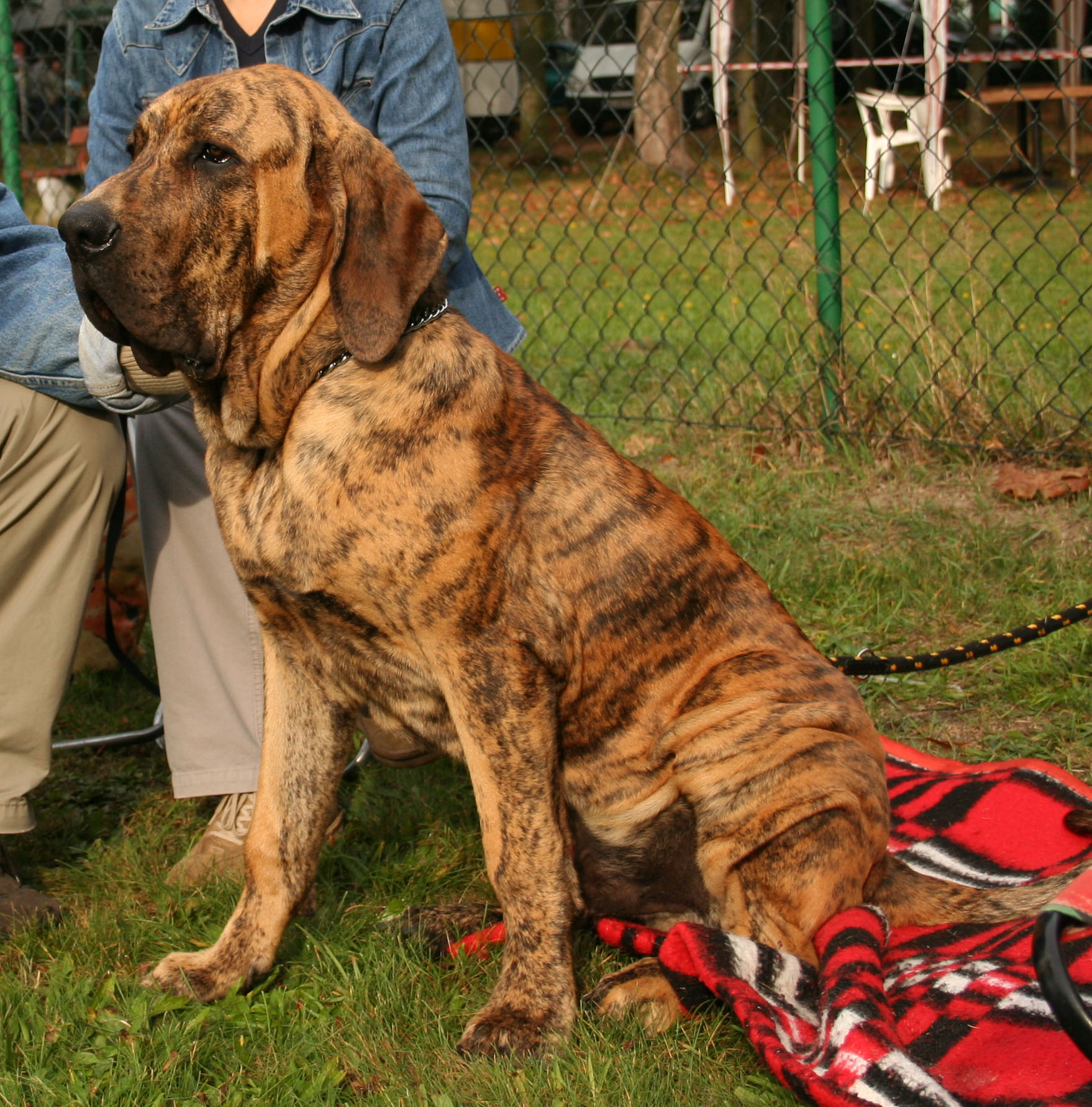

필라 브라질레이로(Fila Brasileiro, 포르투갈어 발음: [ˈfilɐ bɾaziˈlejɾu])는 마스티프 유형의 브라질 대형 사역견 품종이다.
번견, 소몰이, 큰 사냥감으로 사용된다. 애완견으로 키울 수도 있다. 브라질에서 노예 제도가 여전히 합법이었던 18세기에 필라 브라질레이로(Fila Brasileiro)는 탈출한 노예를 주인에게 돌려보내는 데 사용되었다.